# Дрогобычский нефтеперерабатывающий завод
Дрогобычский нефтеперерабатывающий завод (укр. Дрогобицький нафтопереробний завод), также известный под названием «Галичина» или «Галиция» — промышленное предприятие в городе Дрогобыч.

## История
В 1860-х годах началась добыча нефти на месторождениях Дрогобыч-Бориславского нефтеносного района, для переработки которой в 1863 и 1902—1912 годах в Дрогобыче были построены два нефтеперегонных завода.
После окончания Великой Отечественной войны нефтеперегонные заводы были восстановлены, расширены и введены в эксплуатацию под названием «Дрогобычский нефтеперерабатывающий завод № 1» и «Дрогобычский нефтеперерабатывающий завод № 2».

### 1963—1991
В 1963 году оба завода объединили в единое предприятие, получившее название «Дрогобычнефтепереработка». В 1966 году предприятие было награждено орденом Трудового Красного Знамени. В 1972 году предприятие получило новое наименование — Дрогобычский нефтеперерабатывающий завод.
В 1951—1977 годах на предприятии были введены в эксплуатацию атмосферно-вакуумные, битумные и коксовые установки, парафиновый цех, установки по выпуску украинола-202 и масла МЗМ-Б для закаливания подшипников, освоены каталитический риформинг и термический крекинг.
По состоянию на начало 1980 года Дрогобычский нефтеперерабатывающий завод являлся одним из ведущих предприятий нефтеперерабатывающей и нефтехимической промышленности СССР, предприятие вырабатывало 24 наименования нефтепродуктов — бензин, дизельное топливо, парафин нескольких различных марок (в том числе, пищевой парафин), электродный кокс, дорожные и строительные битумы.

### После 1991
В начале 1990-х годов нефтезавод входил в перечень ведущих предприятий города. В июле 1993 года Кабинет министров Украины утвердил предложение о проведении в 1993—1998 годах реконструкции нефтезавода при участии зарубежных компаний и с использованием импортного оборудования, при этом источником финансирования работ должны были стать собственные средства предприятия (накопленная нефтезаводом за период 1991—1993 годов валюта и иные средства, в том числе взятые в виде кредита).
В 1994 году нефтеперерабатывающий завод перешёл в собственность компании ОАО «Нефтеперерабатывающий комплекс „Галичина“», а 15 мая 1995 года Кабинет министров Украины включил ОАО «НПК — Галичина» в перечень предприятий и организаций, подлежащих приватизации в течение 1995 года. В августе 1997 года завод был включён в перечень предприятий, имеющих стратегическое значение для экономики и безопасности Украины.
Положение предприятия осложнилось после того, как в 2005 году правительство Украины отменило пошлины на импорт в страну нефтепродуктов иностранного производства.
Начавшийся в 2008 году экономический кризис ухудшил положение завода. В 2009 году завод, проектная мощность которого обеспечивала возможность переработки 3,22 млн тонн нефти в год, начал сокращать объёмы производства, в 2010—2011 годах сокращение объёмов переработки продолжалось — всего с начала января до конца августа 2011 года завод выпустил 163,9 тыс. тонн нефтепродуктов из 192,2 тыс. тонн полученного нефтяного сырья.
В январе 2012 года завод был остановлен на реконструкцию, позднее завод был законсервирован.
По состоянию на апрель 2016 года, нефтезавод не функционировал.